# Aeropuerto de Palana

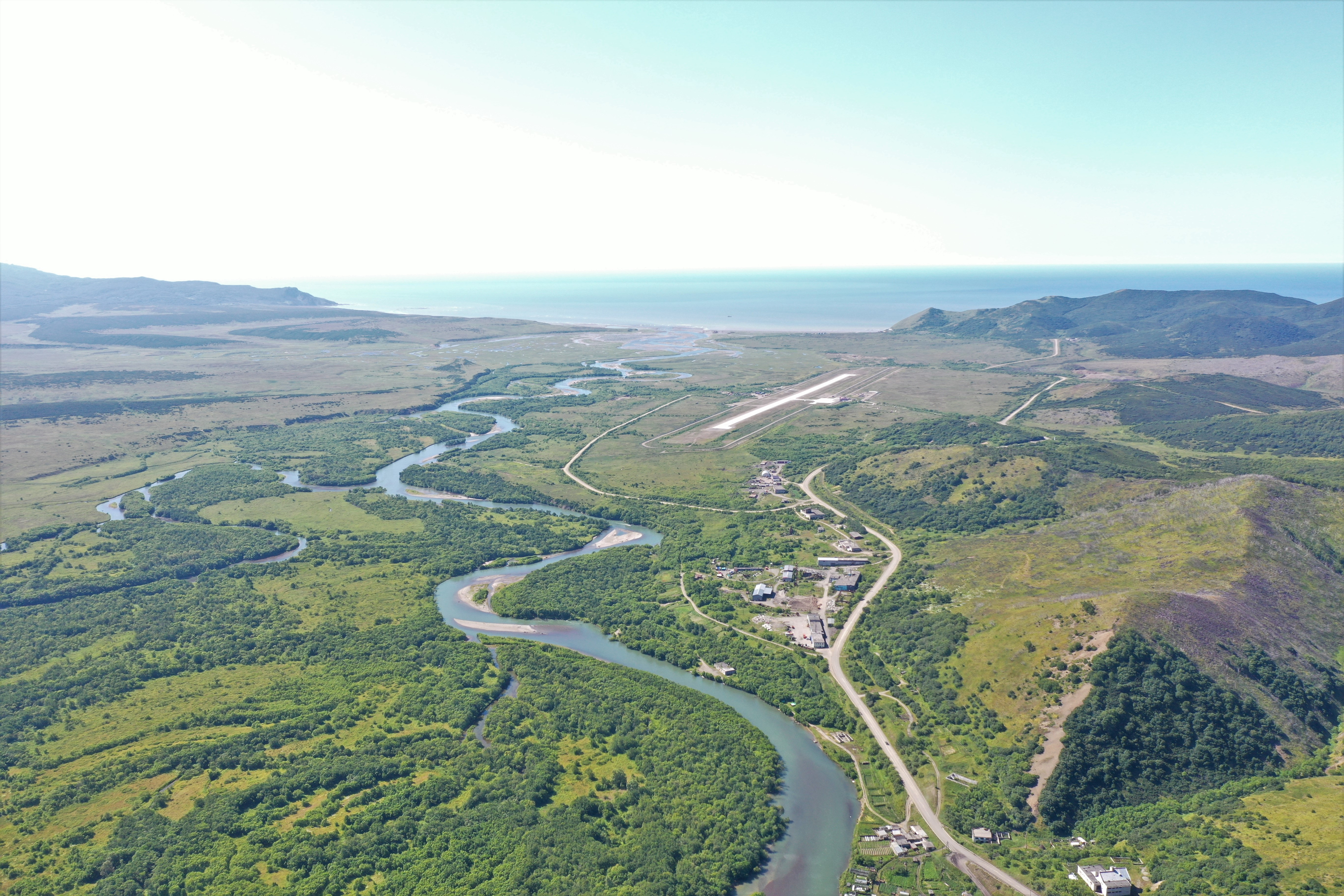
Fotografía aérea del aeropuerto de Palana

El Aeropuerto de Palana (ICAO: UHPL) es un aeropuerto regional ubicado a 4 km al oeste de la ciudad de Palana, en el krai de Kamchatka, Rusia.
El aeropuerto sirve a varias compañías pequeñas que operan vuelos regionales, en su mayoría hacia Petropávlovsk-Kamchatski. Actualmente se encuentra en construcción otro aeropuerto en la ciudad, que está proyectado para sustituir a este en las operaciones comerciales y que solo sea operado por la aviación general y privada. 
El espacio aéreo está controlado desde el FIR de Yélizovo (ICAO: UHPP).

## Accidente
El 12 de septiembre de 2012, un Antonov An-28 se estrelló cuando realizaba su aproximación proveniente del Aeropuerto de Petropavlovsk-Kamchatsky. 10 de las 14 personas a bordo murieron.